# Festival international des cinémas d'Asie de Vesoul
 (novembre 2023).
Il peut être nécessaire de l'améliorer pour respecter le principe de neutralité de point de vue. Veuillez consulter la page de discussion pour plus de détails.

Le Festival International des Cinémas d'Asie de Vesoul, appelé communément « FICA », est un festival de cinéma se déroulant chaque année pendant une semaine, en janvier, février, ou mars à Vesoul, dans l'est de la France (Haute-Saône, Bourgogne-Franche-Comté). Le festival a pour objectif de faire découvrir et promouvoir toutes les cinématographies du continent asiatique, le dialogue entre les cultures, la découverte de l'autre par le biais du cinéma.
Créé en 1995 par deux passionnés de cinéma asiatique, Jean-Marc et Martine Thérouanne, le festival est à l'origine un petit festival, ne présentant qu'une dizaine de films. En 2000, la création d'un jury international place le festival dans une nouvelle dimension. Au cours des années 2000, une multitude de prix est créée permettant au festival d'acquérir plus de notoriété. Par la suite, le festival se développe, présentant de nos jours jusqu'à 100 films.
Classé parmi les dix premières manifestations cinématographiques de France, le festival de Vesoul est le doyen des festivals asiatiques d’Europe et est le seul des festivals asiatiques européens à s’intéresser au cinéma asiatique dans sa totalité géographique, du Proche à l'Extrême-Orient de l’Oural au Pacifique et du Canal de Suez à l’Océan Indien. Lors de ses dernières éditions, il a attiré plus de 30 000 spectateurs le plaçant ainsi à la première place des festivals de cinéma asiatique en France.
Le festival comporte un "jury jeune" composé de 100 membres qui se concentrent sur les documentaires présentés au festival. Le plus jeune président du jury jeune de l'histoire du festival est Antoine Raffin, président aux éditions 2022 et 2023.

## Histoire

### Années 1990
Afin de célébrer le centenaire du cinéma en 1995, dont les créateurs, les Frères Lumière sont natifs de la région, quelques cinéphiles de Vesoul ont l'idée de créer un festival de cinéma dans la ville-préfecture de Haute-Saône. Parmi eux, Jean-Marc et Martine Thérouanne, couple de professeurs documentalistes à Vesoul, nés dans les années 1950 se sont rencontrés le 23 août 1982 sur une plage sur l'île de Ko Samui en Thaïlande ; ils décident d'orienter ce festival dans les cinémas asiatiques. Martine Thérouanne, qui a voyagé pendant quinze ans en Asie dans sa jeunesse, est alors présidente depuis janvier 1994 de Les Amis du cinéma, une association de promotion du cinéma créée au début des années 1990 et basée à Vesoul. Ce choix est motivé par les nombreux séjours de Martine Thérouanne en Asie, mais également car il n'existe à cette époque pas de festival régulier de cinémas asiatiques en France. Le festival voit ainsi le jour en 1995. Un logo propre au festival est créé et il est décidé que les films seront projetés dans le Cinema Club, un complexe de cinq salles de cinéma situé au sud de la ville, dans le quartier du Boulevard.
La première édition du festival a lieu du 19 au 23 avril 1995. Douze films sont présentés et 1 500 entrées sont enregistrées. Un seul prix est alors décerné : le Prix du public pour un long-métrage, dont le premier a été remporté par le réalisateur russe Andreï Kontchalovski pour Le Premier Maître. Ce prix est remis par le public après comptabilisation des votes ; il n'existe encore pas de jury officiel.
Les éditions suivantes sont poussives ; les chiffres de fréquentation demeurent bas et il n'existe pas de réelle structure pour l'organisation du festival. Seulement 13 films sont présentés lors de l'édition 1996 et 1 800 entrés sont enregistrées. L'édition 1997 est relativement similaire : 14 films sont projetés et 2 600 entrées totalisées.
En 1998, les organisateurs décident de se structurer dans le cadre d’une association spécifique. C'est alors que l'association « Festival International des Cinémas d'Asie » est créée spécialement pour la mise en place et la gestion de cette manifestation.
Dès 1999, le festival, qui ne durait alors qu'entre trois et cinq jours, est étendu à huit jours. Ceci donne l'opportunité de présenter plus de films (26 contre 18 en 1998) et d'accueillir plus de monde (6 400 contre 3 500 l'année passée).

### Années 2000
À partir des années 2000, le festival prend petit à petit de l'importance. Le festival obtient le soutien du Centre national de la cinématographie et de la communauté de communes de l'agglomération de Vesoul. Des fonds sont récoltés par les organisateurs pour la constitution de jurys officiels permettant ainsi d'institutionnaliser le festival et de mieux ancrer le festival dans la vie culturelle locale. C'est aussi à partir de 2000 que des films du festival sont projetés à l'Espace Villon de Vesoul, salle de spectacle municipale du quartier du Montmarin.
Les deux premiers jurys officiels du festival apparaissent dès l'édition 2000 : le jury international, composé de professionnels du cinéma asiatique et le jury jeune, composé de collégiens, lycéens et étudiants de Haute-Saône. Ces jurys ont la mission de décerner des prix : le premier jury décerne le Cyclo d'or, dont le premier trophée a été remporté par le réalisateur turc Yilmaz Arslan pour le film Yara, et le deuxième jury remet le prix du jury jeune, qui a récompensé en 2000 Là où vont les nuages d'Olivier Grégoire et Laurent Van lancker. Cette édition inédite, aussi bien sur le plan du format que des modalités, attire 8 200 spectateurs qui ont assisté à 40 films.
À partir de 2001, des séances décentralisées dans d'autres salles de cinéma du département sont organisées tels qu'à l'Espace Méliès de Lure, au Cinémavia de Gray et à l'Espace Molière de Luxeuil-les-Bains. Les chiffres sont encore en hausse puisque 9 354 spectateurs sont enregistrés en 2001 et 11 731 spectateurs en 2002. Le festival projette alors 60 films, se déroulant toujours sur huit jours.
L'année 2003 marque le début du partenariat entre le festival et le Network for the Promotion of Asian Cinema, une organisation culturelle internationale qui œuvre dans la promotion des cinémas d'Asie. Un jury et un prix, dont le premier a été remporté par le réalisateur chinois Liu Bingjian pour La pleureuse, en lien direct avec l'organisation NETPAC voient le jour. Cette année-là, la manifestation affiche de bons chiffres puisque 60 films y sont projetés, pour un total de 13 200 entrées.
A l'occasion du dixième anniversaire du festival en 2004, d'autres partenariats sont mis en place. Le festival entame une collaboration avec l'Institut national des langues et civilisations orientales, une école basée à Paris chargée d’enseigner les langues et civilisations orientales. Un nouveau prix voit alors le jour : le Prix Langues'O, remis par l'école, dont le premier lauréat est le réalisateur irakien Hiner Saleem pour son film Vodka Lemon. Par ailleurs, un autre partenariat est mis en place avec le musée national des Arts asiatiques - Guimet, musée d'arts asiatiques parisien, fondé à l'initiative de l'industriel et collectionneur Émile Guimet (1836-1918). Cette collaboration se traduit par la création du jury Emile-Guimet qui a le rôle de décerner deux prix : le prix Emile Guimet, dont le premier trophée a été remporté par Michel Quinejure pour Ming, artiste brigand et le Coup de cœur Emile Guimet qui a récompensé son premier lauréat l'année suivante, en 2005. Par ailleurs, deux autres nouveaux prix sont créés en 2004 : le Grand prix du jury et le Cyclo d'or d'honneur.

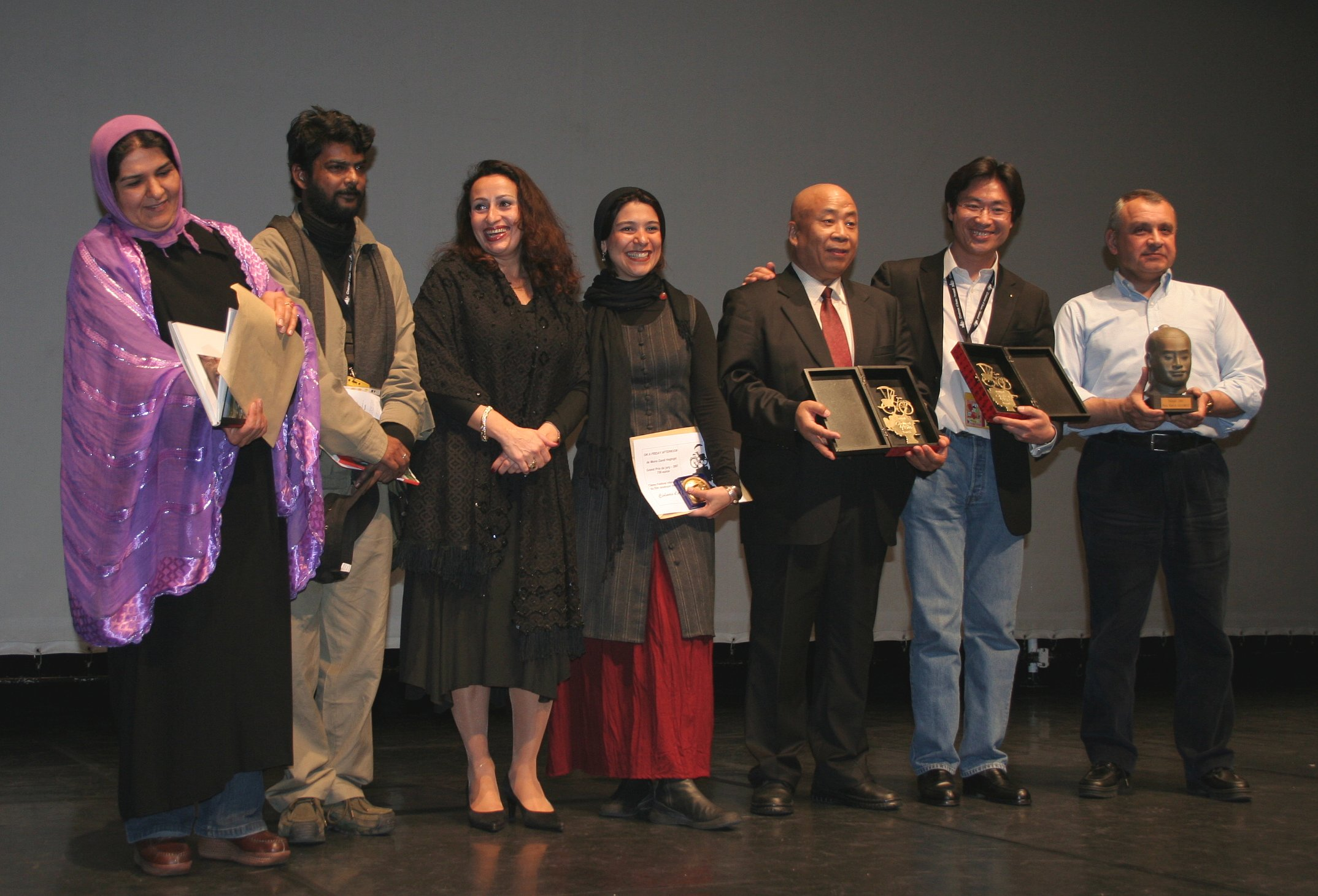
Les lauréats des différents prix lors de l'édition 2007

En 2005, le festival présente 70 films, qui attirent 16 000 spectateurs, soit légèrement plus que l'année précédente (15 200 films).
L'édition 2006 marque un tournant dans le déroulement du festival. Les films qui étaient alors projetés dans le modeste Cinema-Club sont projetés dans le tout nouveau Majestic - Espace des Lumières, un multiplexe moderne de huit salles ouvert le 6 juillet 2005. Les chiffres de fréquentation grimpent : plus de 20 000 entrés sont alors enregistrées, contre 16 000 l'année passée, soit une augmentation de 25%.
À partir de l'édition 2007, deux nouveaux prix voient le jour : le prix du jury, remis par le Jury international et le prix du public pour un film documentaire, remis par le public. Douze ans après la création du festival, on compte alors un total de neuf prix, sept remis par des jurys et deux par le public. L'édition 2007 enregistre au total de 23 120 entrées.
En 2008, un nouveau jury est créé. Basé sur le principe du jury jeune, le jury Lycéen est constitué par des étudiants du lycée Édouard-Belin, établissement d'enseignement général et technologique situé à Vesoul. Ce nouveau jury permet ainsi de favoriser l'aspect « tout-public » du festival, de fidéliser les jeunes spectateurs et d'apporter un œil complémentaire aux jurys existant.
L'édition 2009 totalisent 26 000 entrées, contre 24 000 l'année passée.

### Années 2010
Dans les années 2010, le festival se développe et attire de plus en plus de monde. L'édition 2010 projette 80 films pour un total de 26 000 spectateurs. Lors de l'édition 2011, le nombre de films projetés est encore en augmentation par rapport aux années précédentes : 90 films sont alors étudiés.

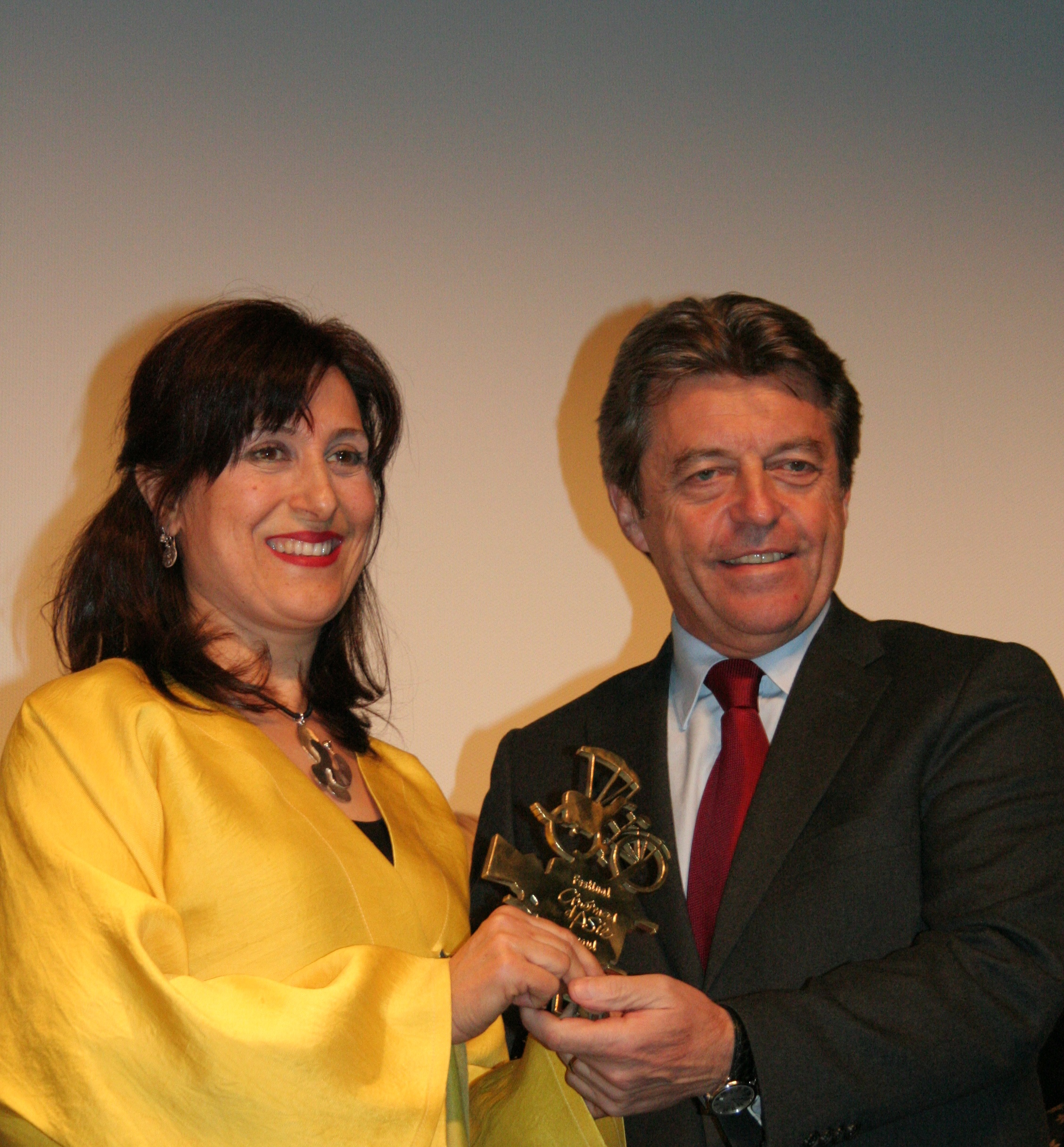
Le maire de l'époque Alain Joyandet remettant le Cyclo d'or d'honneur à l'actrice iranienne Fatemah Motamed-Aria, lors de l'édition 2010

L'édition 2012 du festival atteint pour la première fois la barre des 30 000 entrées, dans une ville alors de seulement 15 000 habitants et d'une agglomération d'à peine 30 000. Le festival international des cinémas d'Asie de Vesoul commence à être considéré comme une manifestation culturelle incontournable en Franche-Comté. A l'occasion du vingtième anniversaire du festival en 2014, le « Jury de la Critique » est créé, composé de professionnels des médias et de la presse qui décernent collégialement le prix de la Critique. Son premier lauréat est Eduardo Roy, pour son film Quick Change.
Les éditions 2015 et 2016 affichent des résultats encore très haut : 30 000 entrées sont enregistrées durant chacune de ses éditions. L'année 2017 marque la fin de la collaboration entre le festival et le musée Guimet ; le jury Emile-Guimet et les prix décernés sont ainsi supprimés.
Lors de l'édition 2018, un jury nommé « Jury des Exploitants » est voit le jour. Il décerne alors le prix des Toiles d'Or, permettant de promouvoir le cinéma d'auteur asiatique dans les salles de cinéma de la région. Cette édition totalise 32 500 entrées.
Le 22 juin 2018, l'équipe du festival inaugure en présence du maire de Vesoul Alain Chrétien, la « Maison du FICA », au rez-de-chaussée de l'hôtel de Salives. Centre de ressources et d'archives du festival, cet établissement a été créé afin de sauvegarder et de diffuser les archives liées au festival.
Au cours du festival de 2019, qui est présidé par le réalisateur singapourien, Eric Khoo, 32 700 entrées sont enregistrées.

### Années 2020
L'édition 2020 subit quelques désagréments en raison des débuts de la pandémie de Covid-19 qui sévit en France dès décembre 2019. Le cinéaste tibétain Pema Tseden, présumé pour être le président du jury, annule sa venue à cause d'un vol d'avion annulé. Il est remplacé par le réalisateur sud-coréen Jay Jeon. Cependant, le festival peut de justesse avoir lieu : en effet, l'édition 2020 se déroulant du 11 au 18 février 2020, aucune restriction sanitaire n'est à ce moment imposée en France. Finalement, les 90 films présentés attirent un total de 32 900 spectateurs, ce qui constitue un chiffre record.

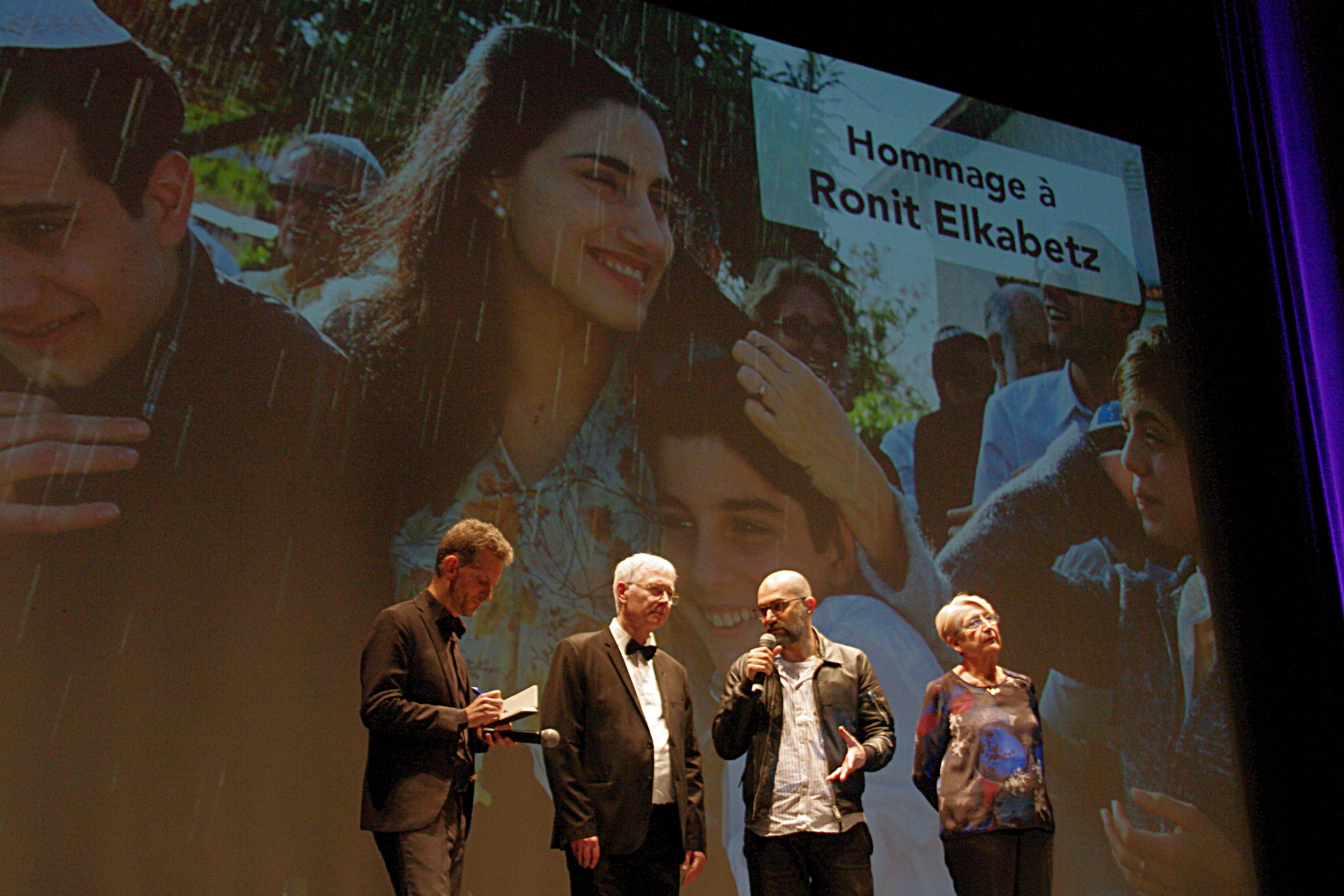
L'équipe du festival rendant hommage à l'actrice israélienne Ronit Elkabetz pendant l'édition 2020.

Toutefois, des restrictions sanitaires sont rapidement imposées sur tout le territoire français, en raison de la propagation rapide du Covid-19 en France. Après plusieurs mois d'espoir, l'édition 2021 du festival, qui aurait dû avoir lieu du 26 janvier au 2 février, est annulée. Il s'agit de la première année depuis la création du festival en 1995 qu'une édition n'a pas lieu, tout comme la plupart des manifestations culturelles,.
En 2022, un nouveau jury voit le jour, il s'agit du jury Marc-Haaz, créé en hommage au directeur technique du festival décédé en 2021 à l'âge de 33 ans. Neuvième jury créé pour le festival, ce jury constitué de jeunes artistes du cinéma remet le prix Marc-Haaz à un jeune réalisateur pour son travail. En 2022, le festival perd une partie de sa clientèle habituelle ; seulement 21 000 entrées sont enregistrées, contre environ 30 000 au cours de chacune des dix dernières éditions.
L'édition 2023 présente un total de 85 films. Cette année-là, le festival se déroule partiellement en mars, ce qui n'était pas arrivé depuis 2005.
Pour le trentième anniversaire du festival en 2024, d'importants moyens de promotion sont mis en place par l'équipe du festival afin de redévelopper la clientèle et de célébrer les trente ans du festival. De nouvelles actions de sensibilisation et des ateliers dans les écoles de la ville sont organisées.

## Organisation

### Liste des éditions et des thématiques
| 1re                                                      | Édition 1995 | 19 au 23 avril 1995          | Pas de jury international | Tradition et modernité           | 12 films  | 1 500  |
| 2e                                                       | Édition 1996 | 27 au 31 mars 1996           | Pas de jury international | Femmes d’Asie                    | 13 films  | 1 800  |
| 3e                                                       | Édition 1997 | 19 au 23 mars 1997           | Pas de jury international | Guerre et paix                   | 14 films  | 2 600  |
| 4e                                                       | Édition 1998 | 18 au 22 mars 1998           | Pas de jury international | Rire et sourire                  | 18 films  | 3 500  |
| 5e                                                       | Édition 1999 | 2 au 9 mars 1999             | Pas de jury international | Enfants d’Asie                   | 26 films  | 6 400  |
| 6e                                                       | Édition 2000 | 7 au 14 mars 2000            | Rafi Pitts                | Croyances et superstitions       | 40 films  | 8 200  |
| 7e                                                       | Édition 2001 | 6 au 13 février 2001         | Max Tessier               | Arts et artistes                 | 49 films  | 9 354  |
| 8e                                                       | Édition 2002 | 19 au 26 février 2002        | Dai Sijie                 | Ici et Là-bas                    | 60 films  | 11 731 |
| 9e                                                       | Édition 2003 | 4 au 11 février 2003         | Aktan Arym Kubat          | Révoltes et révolutions          | 60 films  | 13 200 |
| 10e                                                      | Édition 2004 | 10 au 17 février 2004        | Jafar Panahi              | Amour et passion                 | 70 films  | 15 200 |
| 11e                                                      | Édition 2005 | 22 février au 1er mars 2005  | Dariush Mehrjui           | Naître et être différent         | 70 films  | 16 000 |
| 12e                                                      | Édition 2006 | 31 janvier au 7 février 2006 | Buddhadeb Dasgupta        | Regards de femmes                | 72 films  | 20 815 |
| 13e                                                      | Édition 2007 | 13 au 20 février 2007        | Xie Fei                   | Interdits et tabous              | 70 films  | 23 120 |
| 14e                                                      | Édition 2008 | 29 janvier au 5 février 2008 | Kobayashi Masahiro        | Villes d’Asie                    | 73 films  | 24 000 |
| 15e                                                      | Édition 2009 | 10 au 17 février 2009        | Fatemah Motamed-Aria      | Plein les yeux                   | 75 films  | 26 000 |
| 16e                                                      | Édition 2010 | 26 janvier au 2 février 2010 | Wan Jen                   | L’Homme et la nature             | 80 films  | 26 000 |
| 17e                                                      | Édition 2011 | 8 au 16 février 2011         | Lee Myung-se              | Familles d’Asie                  | 90 films  | 28 700 |
| 18e                                                      | Édition 2012 | 14 au 21 février 2012        | Atiq Rahimi               | Les brûlures de l’histoire       | 90 films  | 30 000 |
| 19e                                                      | Édition 2013 | 5 au 12 février 2013         | Garin Nugroho             | Sur les routes d’Asie            | 90 films  | 27 000 |
| 20e                                                      | Édition 2014 | 11 au 18 février 2014        | Brillante Mendoza         | Avoir vingt ans                  | 100 films | 30 000 |
| 21e                                                      | Édition 2015 | 10 au 18 février 2015        | Wang Chao                 | Tenir en haleine                 | 90 films  | 30 000 |
| 22e                                                      | Édition 2016 | 3 au 10 février 2016         | Im Sang-soo               | Entre l’Orient et l’Occident     | 90 films  | 30 000 |
| 23e                                                      | Édition 2017 | 7 au 14 février 2017         | Rakhshan Bani-Etemad      | Campagnes d’Asie                 | 90 films  | 31 000 |
| 24e                                                      | Édition 2018 | 30 janvier au 6 février 2018 | Wang Xiaoshuai            | Paroles de femmes                | 90 films  | 32 500 |
| 25e                                                      | Édition 2019 | 5 au 12 février 2019         | Eric Khoo                 | Couples d’Asie                   | 90 films  | 32 700 |
| 26e                                                      | Édition 2020 | 11 au 18 février 2020        | Jay Jeon                  | Liberté, Égalité, Créativité     | 90 films  | 32 900 |
| 27e édition annulée en raison de la pandémie de Covid-19 |              |                              |                           |                                  |           |        |
| 28e                                                      | Édition 2022 | 1 au 8 février 2022          | Leila Hatami              | L’Histoire en toile de fond      | 84 films  | 21 000 |
| 29e                                                      | Édition 2023 | 28 février au 7 mars 2023    | Lee Yong-kwan             | Cinémas des diasporas asiatiques | 85 films  | NC     |
| 30e                                                      | Édition 2024 | 6 au 13 février 2024         | Mohsen Makhmalbaf         | L'engagement                     |           | 28 758 |
| 31e                                                      | Édition 2025 | 11 au 18 février 2025        | Jia Zhangke               |                                  | 92 films  |        |

### Structure et gouvernance

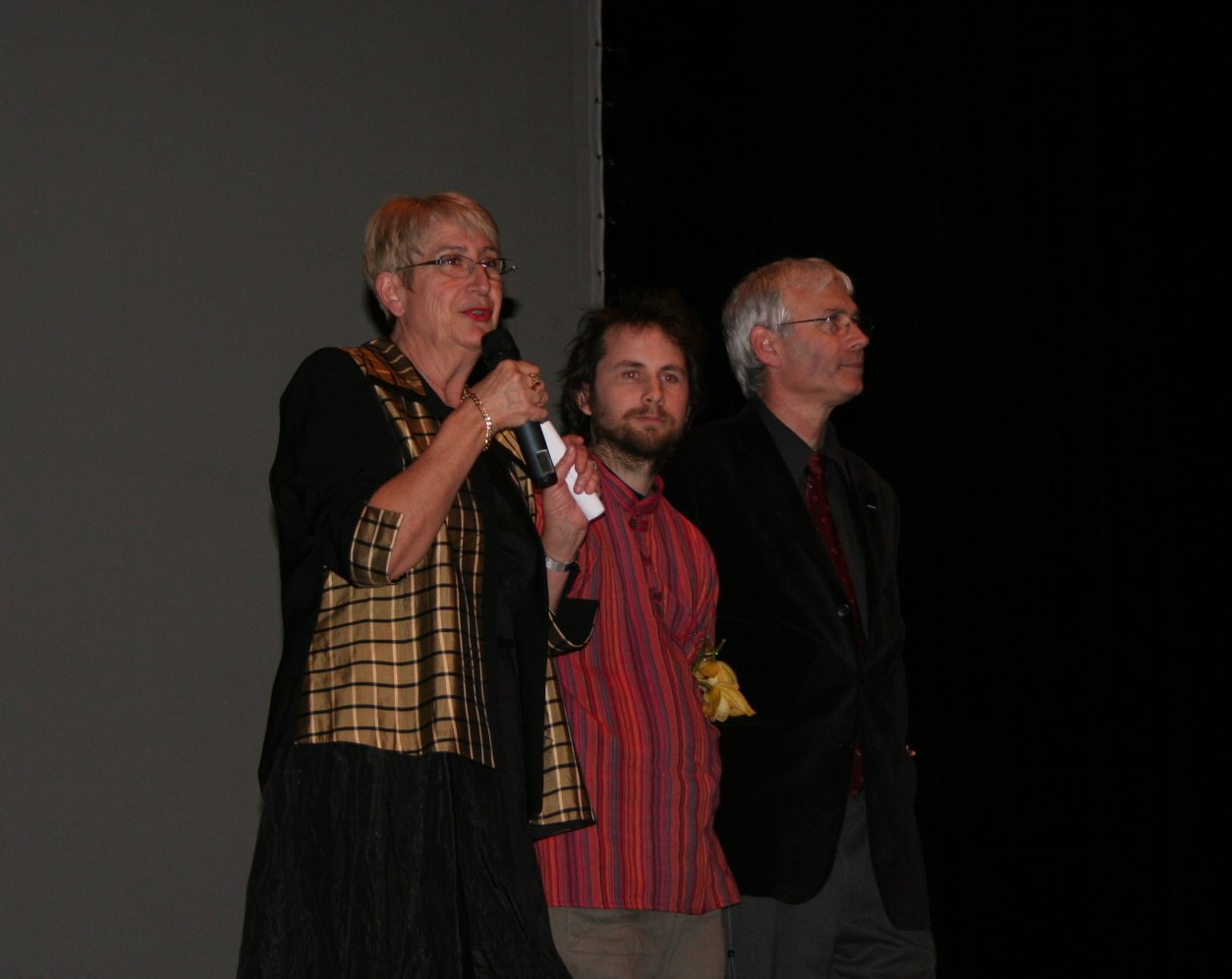
Martine, Jean-Marc Thérouanne et Yannick Denoix ouvrant l'édition 2007 sur la scène du théâtre Edwige-Feuillère

Le festival est géré par une association déclarée qui a en charge d'organiser et de promouvoir le festival.
Martine Thérouanne (Présidente) et Jean-Marc Thérouanne (Délégué Général) sont les membres fondateurs de l'association et exercent leur fonction bénévolement. Le 23 décembre 2021, Martine Thérouanne est promue officier des Arts et des Lettres par la ministre de la Culture Roselyne Bachelot, en présence du maire de Vesoul Alain Chrétien. Martine Therouanne a également été décorée de l'Ordre du Soleil levant le 25 septembre 2020.
L'équipe du Festival International des Cinémas d'Asie est composée d'une soixantaine de bénévoles (traducteurs de films, cellule technique, projectionnistes, interprètes, administrateur réseau, cellule communication, photographe, graphiste etc). À côté des membres fondateurs, il y a des collaborateurs occasionnels et des consultants.

### Lieux de projection
Entre 1995 et 2005, les projections des films ont été effectuées au Cinéma Club, un cinéma situé au sud de Vesoul qui ne comptait que cinq salles. Depuis 2005, elles se déroulent au Majestic - Espace des Lumières, un vaste multiplexe disposant de 10 salles.
Les cérémonies d'ouverture et de clôture, ainsi que les séances proposées aux scolaires, se déroulent au théâtre Edwige-Feuillère et également à l'espace Villon. Il existe aussi des séances décentralisées en Haute-Saône à l'espace Mélies de Lure, à l'espace Molière de Luxeuil-les-bains, au Cinémavia de Gray et au ciné-foyer de Dampierre-sur-Salon.

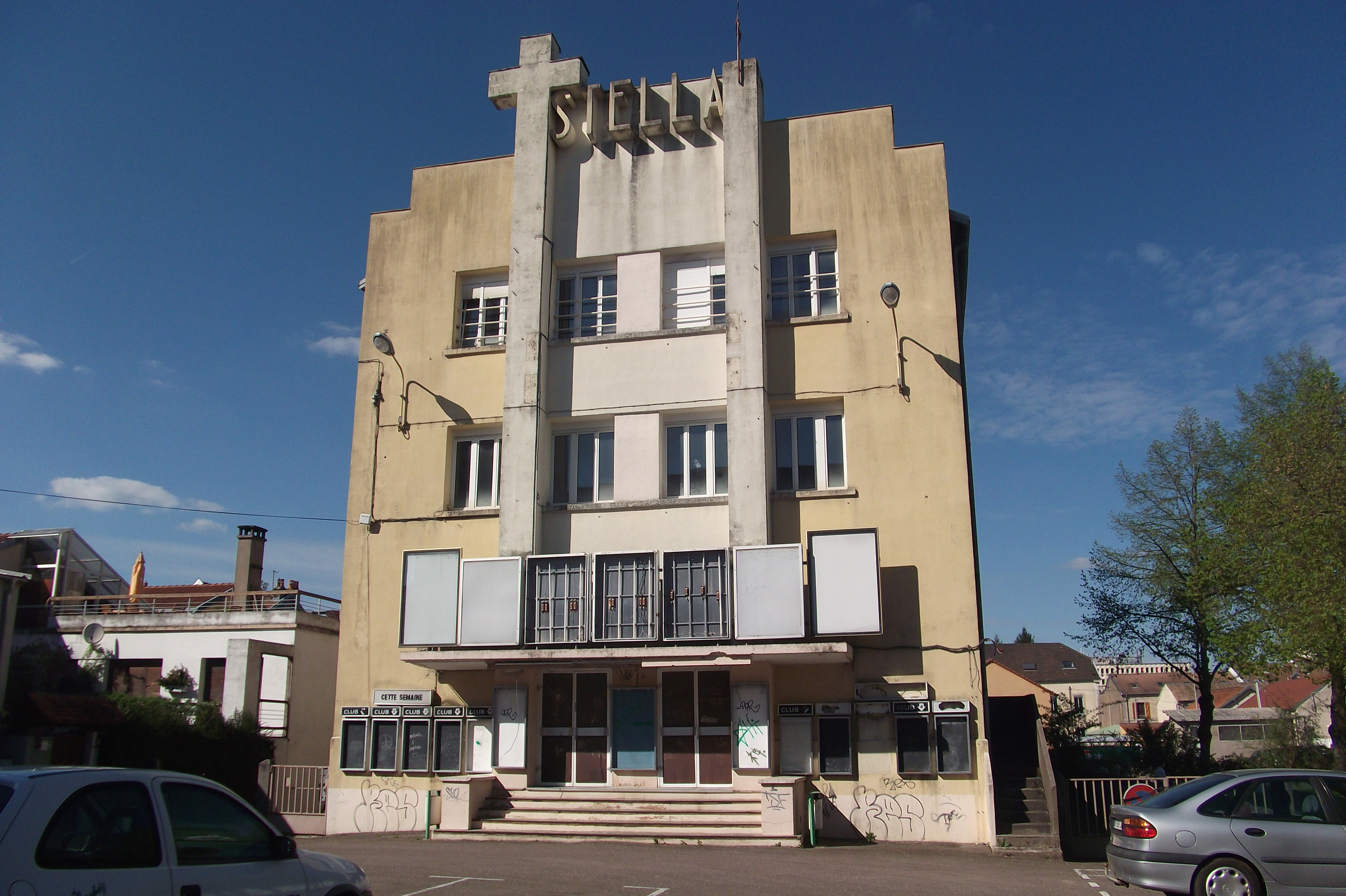
L'ancien Cinema Club
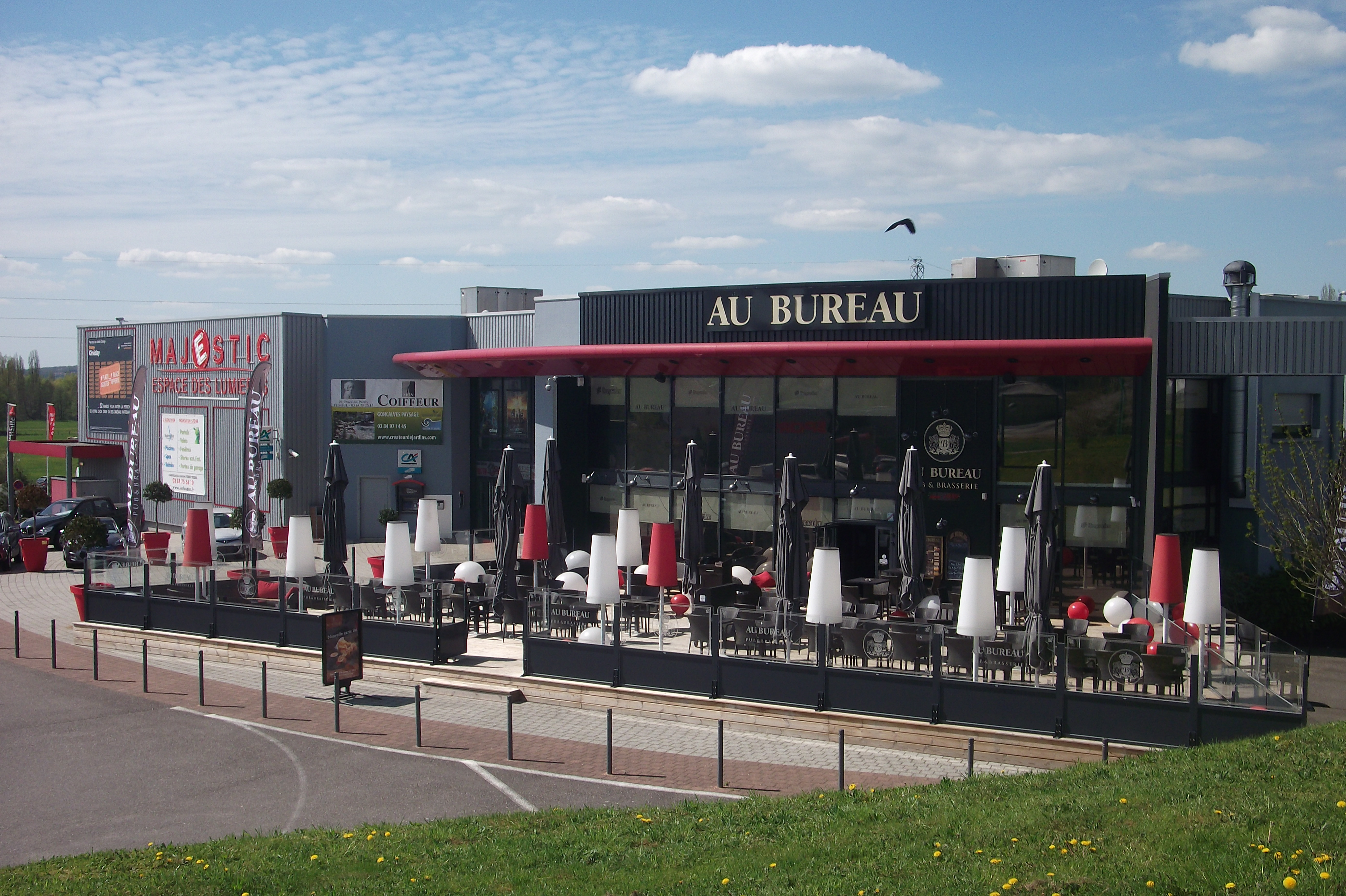
Le Majestic - Espace des Lumières

### Prix décernés

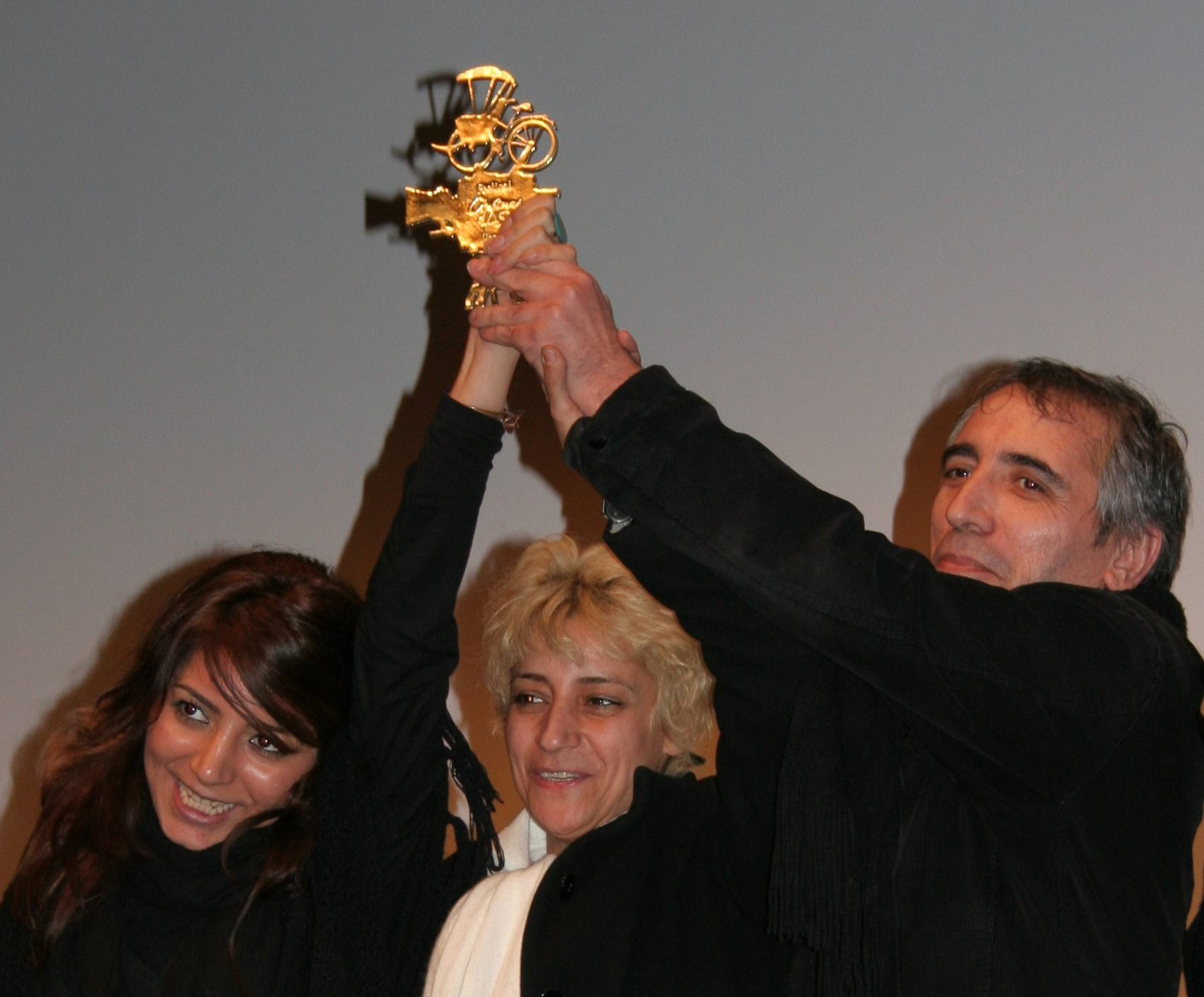
Remise du Cyclo d'or d'honneur 2009 au réalisateur iranien Mohsen Makhmalbaf

Le prix le plus ancien du festival est le prix du public pour un long-métrage de fiction. Créé en 1995, il a été appelé « Prix du public » jusqu'en 2006. Offert par la ville de Vesoul, il est décerné par le public du festival par vote. Ce prix resta pendant cinq éditions le seul prix remis lors du festival,.
Par la suite, un nouveau prix est créé : le Cyclo d'or, créé en 2000, décerné par le jury international, et qui constitue la récompense la plus prestigieuse du festival. Remis au meilleur film asiatique de la compétition, il est offert par le conseil régional de Bourgogne-Franche-Comté,. Le prix du jury jeune, fondé également en 2000, récompense un film documentaire projeté au cours du festival. Offert par la communauté d'agglomération de Vesoul, il est attribué par le jury jeune, composé d'une cinquantaine collégiens, lycéens et étudiants de Haute-Saône,. En 2003, le prix NETPAC a été introduit au festival : remis par le Network for the Promotion of Asian Cinema, organisation culturelle internationale consacrée à la promotion des cinémas d'Asie, ce prix est décerné par le jury NETPAC, constitué de professionnels du cinéma asiatique,.
En 2004, trois prix sont créés parmi lesquels le Cyclo d'or d'honneur, qui récompense un réalisateur ou un acteur asiatique pour l'ensemble de son œuvre. Créé en 2004, il est offert par la communauté d'agglomération de Vesoul et la ville de Vesoul et décerné par l'association du festival,. Parmi l'une des principales récompenses du festival, le Grand prix du jury, est offert par l'association du festival et décerné depuis 2004 par le jury international,. Anciennement appelé « Prix Langues O », le prix INALCO est décerné depuis 2004 par le jury INALCO, composé d'enseignants, personnel et étudiants de l'institut national des langues et civilisations orientales,,.
Dès l'édition 2007, deux nouveaux prix voient le jour : le prix du jury, offert par le conseil départemental de la Haute-Saône et le prix du public pour un film documentaire, offert par la communauté d'agglomération de Vesoul, ce dernier prix à notamment la particularité d'être remis par le public du festival, après comptabilisation des votes, et non par un jury,. Récompensant un long métrage de fiction, le prix du jury lycéen, créé en 2008, est décerné par le jury Lycéen, des membres du lycée Edouard Belin de Vesoul,. Créé en 2014, le prix de la critique est décerné par le jury de la Critique, composé de professionnels des médias et de la presse,. En 2022, Martine et Jean-Marc Thérouanne créent le prix Marc Haaz, prix fondé en mémoire de Marc Haaz, directeur technique du festival, acteur, réalisateur, producteur et distributeur, décédé tragiquement le 30 juillet 2021 à Vesoul à l'âge de 33 ans d'un accident d'ULM. Ce prix est décerné par le jury Marc Haaz, constitué de jeunes talents du monde du cinéma et récompense un jeune réalisateur,,.
| Prix                                     | Année de création du prix | Jury remettant le prix              |
| ---------------------------------------- | ------------------------- | ----------------------------------- |
| Prix du public pour un long-métrage      | 1995                      | Pas de jury - décerné par le public |
| Cyclo d'or                               | 2000                      | Jury international                  |
| Prix du Jury Jeune                       | 2000                      | Jury jeune                          |
| Prix NETPAC                              | 2003                      | Jury NETPAC                         |
| Cyclo d'or d'honneur                     | 2004                      | Jury international                  |
| Grand prix du jury                       | 2004                      | Jury international                  |
| Prix INALCO                              | 2004                      | Jury INALCO                         |
| Prix spécial INALCO                      | 2006                      | Jury INALCO                         |
| Prix du jury                             | 2007                      | Jury international                  |
| Prix du public pour un film documentaire | 2007                      | Pas de jury - décerné par le public |
| Prix du Jury Lycéen                      | 2008                      | Jury Lycéen                         |
| Prix de la Critique                      | 2014                      | Jury de la Critique                 |
| Prix Marc Haaz                           | 2022                      | Jury Marc Haaz                      |

D'autres distinctions, plus symboliques, sont également décernées : le prix spécial INALCO (ou coup de cœur INALCO), crée en 2006 est remis par le jury INALCO,,, la mention spéciale du jury NETPAC (2016) attribué par le jury NETPAC et la mention spéciale du jury international (2016) .
Plusieurs récompenses ont également été supprimées ; parmi celles-ci, le prix Emile Guimet (2004 - 2017) a été remis au cours de quatorze éditions, avant d'être supprimé en 2017. Offert par la Société des Amis du Musée Guimet, le prix Emile Guimet était remis par le jury Guimet au réalisateur d'un film fiction ou documentaire qui apportait un regard culturel remarquable sur l'Asie,. Le coup de cœur Emile Guimet (2005 - 2017), remis également par le jury Guimet, a lui aussi été supprimé en 2017. Par ailleurs, le prix des Toiles d'Or (2018 - 2020), décerné par le jury des Exploitants, n'exista que lors de trois éditions. Il était destiné à promouvoir le cinéma d’auteur asiatique dans les salles de cinéma de Bourgogne-Franche-Comté.
| Prix                      | Période de remise | Jury remettant le prix |
| ------------------------- | ----------------- | ---------------------- |
| Prix Emile-Guimet         | 2004 - 2017       | Jury Guimet            |
| Coup de cœur Emile Guimet | 2005 - 2017       | Jury Guimet            |
| Prix des Toiles d'Or      | 2018 - 2020       | Jury des Exploitants   |

### Sections
Chaque année, Le Festival présente environ 90 films qui se déclinent en plusieurs sections :
- « Visages des cinémas d'Asie contemporains » qui permet de découvrir les films les plus récents en première internationale, européenne ou française (dont les sections -compétition fiction- et -documentaire-).
- Thématique qui change chaque année
- Hommage(s) à un professionnel du cinéma
- Regard sur la cinématographie d'un pays
- Jeune public
- Japanimation
- Avant-premières

#### Compétition longs-métrages de fiction et documentaires
17 films inédits en France dont 9 films de fiction inédits (c’est-à-dire : ne pas avoir encore trouvé de distributeur en France) et 8 documentaires. Les films, des sections compétitions « longs métrages de fiction » et « documentaires », doivent être le reflet des toutes dernières nouvelles tendances qui se dégagent. Pour être en compétition au FICA, il faut être présenté en première française, européenne ou internationale. Les réalisatrices et réalisateurs en compétition sont présents pour défendre leur film.
- Compétition longs métrages de fiction inédits en France : chaque année, le comité de sélection reçoit de plus en plus de films. Il n’en a été retenu que 9, l'objectif étant de faire découvrir un talent ou d'en confirmer un autre. Que de rencontres, que de contacts à établir, à entretenir, que d’heures à visionner, que de notes à écrire, que de déplacements à effectuer pour aboutir à une sélection la plus juste, la plus équilibrée possible et qui satisfasse le public et la critique !

- Documentaires en Compétition : il est de tradition, pour les sélectionneurs du FICA, de concevoir cette compétition comme un dialogue Orient-Occident. Rien d’étonnant, donc, que certains films documentaires soient des regards d’occidentaux sur l’Asie ou l’œuvre de réalisateurs d’origine asiatique vivant en Occident. Ces films invitent à un voyage transcontinental. Ils sont une photographie du monde tel qu’il est, à un moment donné. Ils permettent aux spectateurs de faire le point et de se repérer dans ce monde en perpétuelle mouvement.

#### Avant-premières
La section avant-premières a pour but de resserrer les liens avec les distributeurs français et de favoriser la diffusion de films en France, en général, et en Bourgogne-Franche-Comté, en particulier.

### Espace festif du Festival: La Bambouseraie
La Bambouseraie, espace festif et convivial attenant au cinéma Majestic, propose une restauration pour les festivaliers et les invités. On y organise également toutes les soirées festives d'après projections. La Bambouseraie permet aux festivaliers et intervenants du festival de partager des instants privilégiés.

## Autour du Festival

### Évènements et influence

#### Actions culturelles
Dans le but de toucher un plus large public et d’élargir l’audience du FICA au-delà des cercles cinéphiles, des actions culturelles sont organisées en amont du Festival telles que :
- Organisation d'une journée colloque
- Organisation de conférences sur le FICA dans diverses structures (universités, établissements scolaires, Chambre de Commerce et d’Industrie de Franche-Comté, etc.)
- Participation à des colloques, à des ouvrages
- Mise en place d’expositions ayant trait à l’Asie dans les lieux culturel de Vesoul et son agglomération
- Actions à destination des publics empêchés (public dans l’impossibilité matérielle de se déplacer lors du Festival ; Maison d'arrêt, centre hospitalier, foyer-logement, etc.)

Ces actions culturelles ont pour objectif d’amener un nouveau public a priori non captif au Festival, ou donner des clés de compréhension à un futur public.

#### Actions de sensibilisation
- En partenariat avec les réseaux AAMI70 (Gray, Lure, Luxeuil-les-Bains, Saint-Loup/Semouse et Vesoul), l’Espace Villon de Vesoul, les associations de quartier, l’association Haut-Saônoise d’Accompagnement des Migrants : Organisation de projections et de rencontres avec les professionnels du cinéma.
- En partenariat avec l’éducation Nationale : Organisation de journées d’immersion et de séances scolaires (dès la maternelle) pour découvrir des cinématographies venues d’ailleurs et ainsi s’ouvrir au monde (rencontres, ateliers, contes, expositions, etc.)
- Projets pédagogiques en partenariat avec les lycées de spécialité audiovisuelle et de sections hôtelières de toute la région Bourgogne-Franche-Comté.
- Sensibilisation à la culture de l'image.
- En partenariat avec l’INALCO (Institut National des Langues et Civilisations Orientales) : Constitution d’archives sonores et visuelles.

#### Journée professionnelle
Durant la semaine du festival, a lieu une rencontre des acteurs du monde du cinéma au niveau régional. Cette table ronde réunit les directeurs de festivals et les exploitants de la grande région Bourgogne-Franche-Comté, les distributeurs des films en avant-première et en compétition pour le prix des Exploitants, et les organisateurs du FICA.

### Impacts sur la ville

#### Aménagements et décorations dans la ville
Les traditionnels kakemonos rouges ornant les rues de la ville de Vesoul, annoncent la venue du Festival, au cœur de l'hiver. Les V'bus de l'agglomération véhiculent l’image du festival en arborant de magnifiques visuels. Les affiches du FICA dans les abribus, les sucettes et colonnes Morris jalonnent la ville et se parent des couleurs de l'Asie.

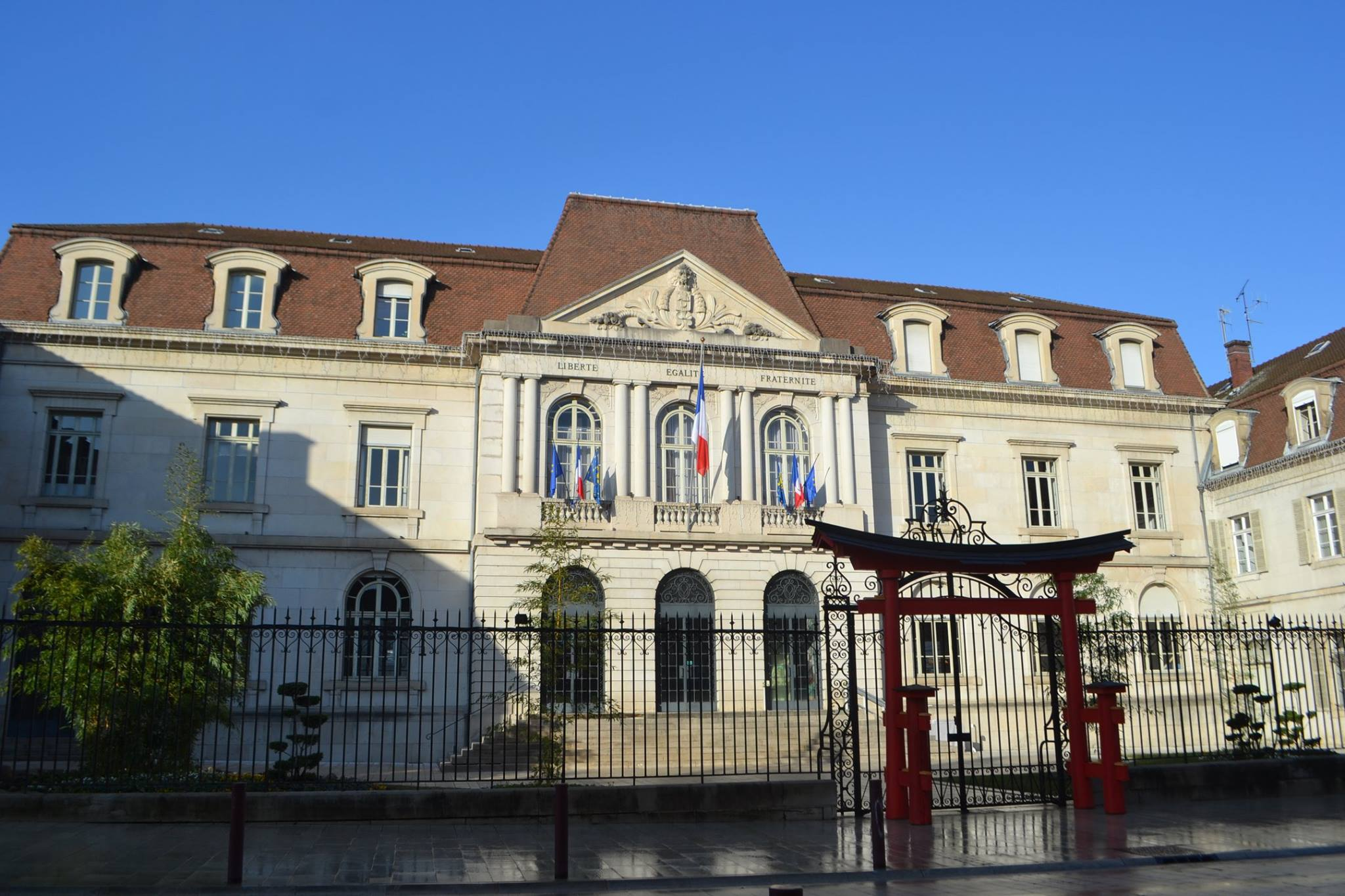
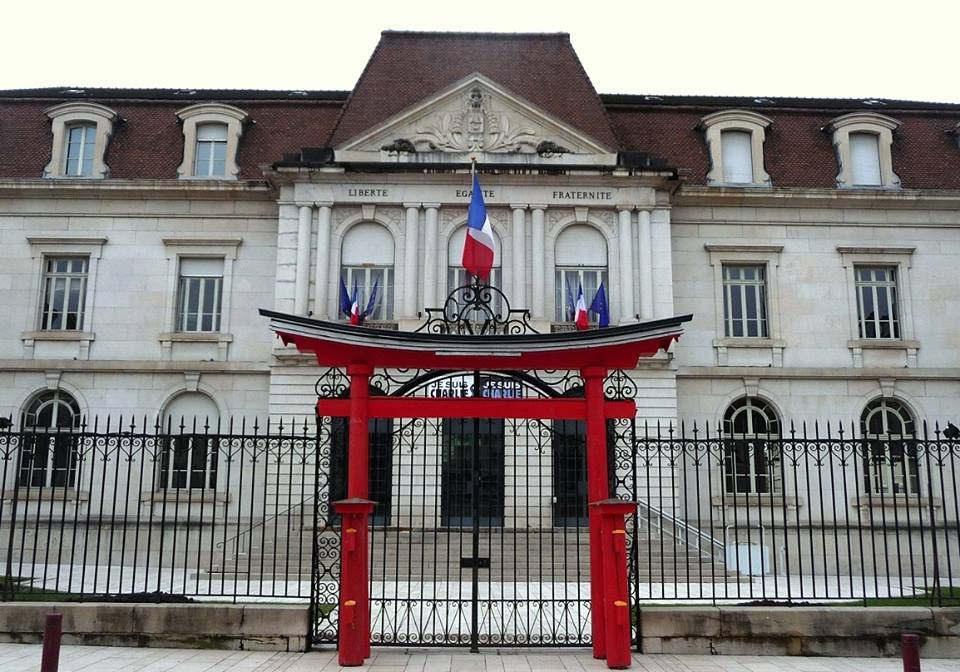
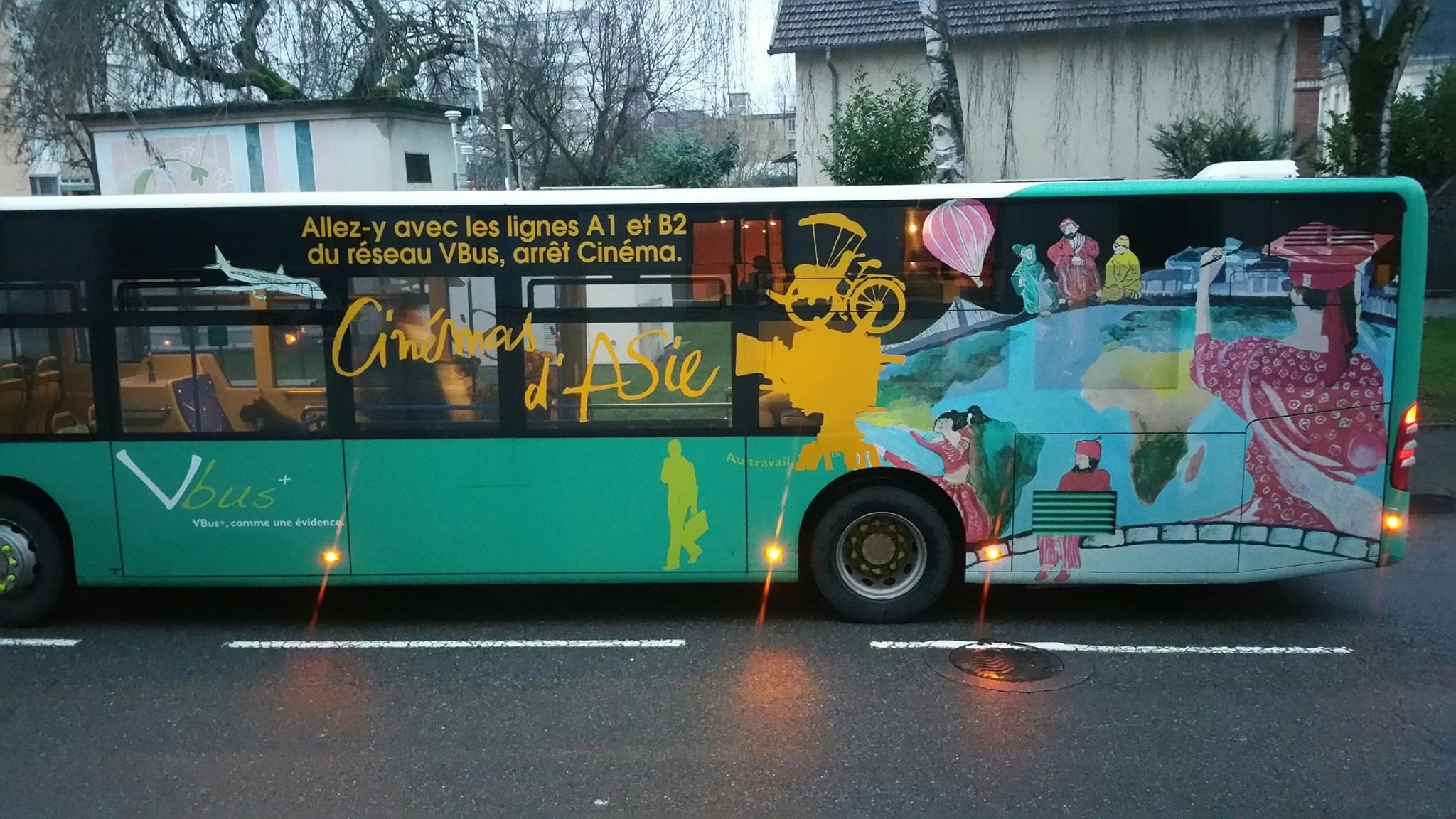
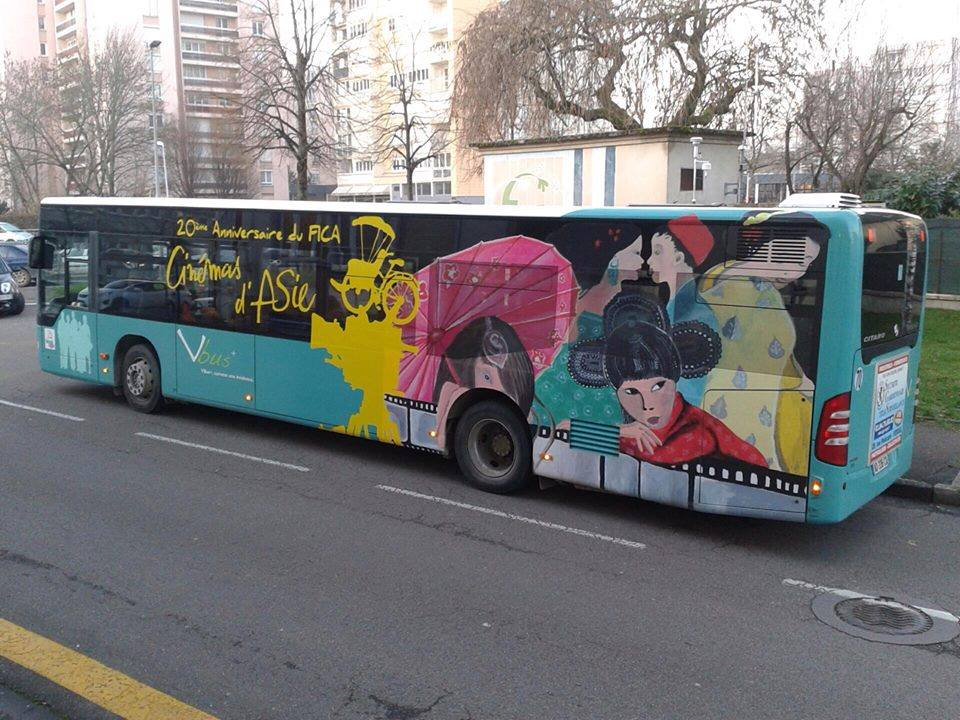
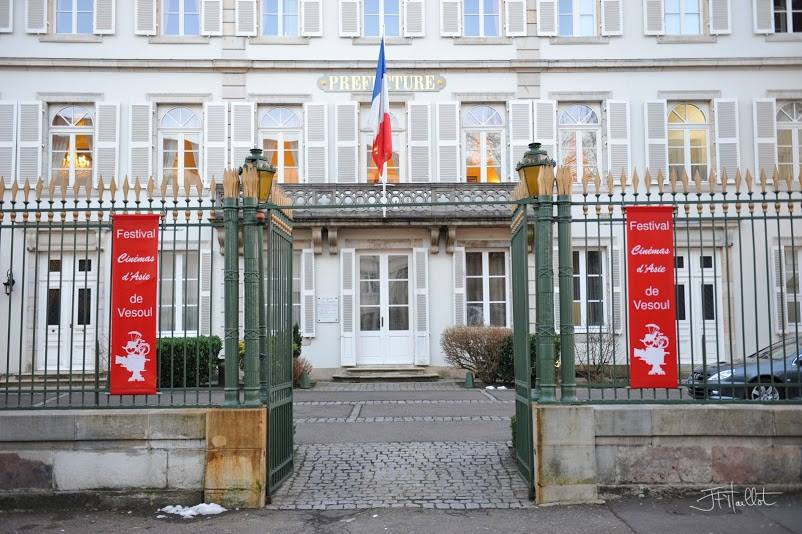

#### Retombées économiques
Le festival apporte à Vesoul des retombées économiques globalement positives : en 2023, 1600 nuitées dans les hôtels de l'agglomération ont été totalisées pendant la semaine du festival. De plus, les commerces locaux bénéficient également de l'activité du festival.

#### Sponsors et partenaires
Le festival, depuis sa création a noué des liens auprès de nombreux partenaires institutionnels et économiques locaux, parmi lesquels : la ville de Vesoul, la communauté d'agglomération de Vesoul, la région Bourgogne-Franche-Comté, l'académie de Besançon, le groupe Majestic, la Presse de Vesoul etc

### Identité visuelle

## Pays participants
- Afghanistan
- Arménie
- Azerbaïdjan
- Bahreïn
- Bangladesh
- Bhoutan
- Birmanie
- Brunei
- Cambodge
- Chine
- Corée du Nord
- Corée du Sud
- Géorgie
- Inde
- Indonésie
- Irak
- Iran
- Israël
- Japon
- Jordanie
- Kazakhstan
- Kirghizistan
- Koweït
- Laos
- Liban
- Malaisie
- Maldives
- Mongolie
- Népal
- Oman
- Ouzbékistan
- Palestine
- Pakistan
- Philippines
- Qatar
- Singapour
- Sri Lanka
- Syrie
- Tadjikistan
- Thaïlande
- Timor oriental
- Turkménistan
- Turquie
- Vietnam
- Yémen